# مستقر دالة

دالة من إلى. الشكل الأزرق يمثل المجال المقابل لـ. الشكل الأصفر داخل يمثل صورة.

مستقر دالة أو المجال المقابل  (بالإنجليزية: codomain)‏ لمجال دالة هو المجموعة (Y) التي تقع فيها جميع صور «محتويات» مجال الدالة. (f: X → Y)